# Élie Talleyrand de Périgord
Élie Talleyrand de Périgord (ur. 8 sierpnia 1301, zm. 17 stycznia 1364 w Awinionie) – francuski kardynał.

## Życiorys
Był synem Hélie VII, hrabiego Périgord i Brunissende de Foix. Niektóre źródła podają, że w młodości był żonaty i dopiero po śmierci żony wybrał stan duchowny, wydaje się to jednak nieprawdopodobne, gdyż pierwsze kościelne beneficjum otrzymał w 1320 roku, gdy miał zaledwie 19 lat. 10 października 1324 został wybrany biskupem Limoges, mimo że nie osiągnął jeszcze wieku 27 lat, przewidzianego wówczas przez prawo kanoniczne jako minimalny wiek dla biskupa. 4 stycznia 1328 przeniesiono go do biskupstwa Auxerre. Na życzenie króla Francji Filipa VI papież Jan XXII na konsystorzu 25 maja 1331 mianował go kardynałem prezbiterem San Pietro in Vincoli. Od tego czasu pracował w kurii papieskiej w Awinionie. Uczestniczył w konklawe 1334 i konklawe 1342. Sprawował w kurii urząd protektora zakonu franciszkanów. Otrzymał wiele beneficjów na terenie Anglii (m.in. był dziekanem kapituły katedralnej w Yorku od 1342 i archidiakonem Suffolk 1357–1359). W wyniku śmierci kardynała Imberta Dupuis 26 maja 1348 stał się archiprezbiterem Św. Kolegium, zyskując tym samym prawo do objęcia pierwszej wakującej diecezji suburbikarnej. Skorzystał z tego prawa 4 listopada tego samego roku, zostając kardynałem biskupem diecezji Albano. Brał udział w konklawe 1352. Dwukrotnie służył jako legat papieski we Francji. Był jednym z liderów frakcji w Kolegium Kardynalskim, opozycyjnej wobec tzw. frakcji Limousin, grupującej krewnych papieży Klemensa VI i Innocentego VI. Przewodniczył konklawe 1362 (był na nim poważnym kandydatem do tiary). Zmarł w Awinionie.